# Xixuthrus helleri
Xixuthrus helleri là một loài bọ cánh cứng trong họ Cerambycidae.